# Independence (Ohio)
Pour les articles homonymes, voir Independence.
Independence est une ville américaine située dans le comté de Cuyahoga, dans l'Ohio. Selon le recensement de 2010, sa population est de 7 133 habitants.